# 8 (película de 2008)
8 es una película antológica de 2008 compuesta por ocho cortometrajes centrados en los Objetivos de Desarrollo del Milenio, cada uno dirigido por Wim Wenders, Jane Campion, Gus Van Sant, Gaspar Noé, Mira Nair, Jan Kounen, Gael García Bernal y Abderrahmane Sissako.

## Argumento
La película presenta 8 historias ambientadas alrededor del mundo, presentando diferentes problemas y contratiempos presentes en la sociedad contemporánea. Cada director tuvo completa libertad para tratar los temas.
- Segmento de Abderrahmane Sissako: El sueño de Tiya (Erradicar la pobreza extrema y el hambre)
- Segmento de Gael García Bernal: La Carta (Alcanzar la educación primaria universal)
- Segmento de Mira Nair: ¿Cómo puede ser? (Promover equidad de género y empoderar a las mujeres)
- Segmento de Gus Van Sant: Mansión en la colina (Reducir la tasa de mortalidad infantil)
- Segmento de Jan Kounen: La historia de Panshin Beka (Mejorar la salud materna)
- Segmento de Gaspar Noé: SIDA (Combatir el VIH/SIDA, la malaria y otras enfermedades)
- Segmento de Jane Campion: The Water Diary (Garantizar la sostenibilidad ambiental)
- Segmento de Wim Wenders: Persona a persona (Desarrollar una asociación global para el desarrollo) [3]